# Neue Stadtquartiere Derendorf

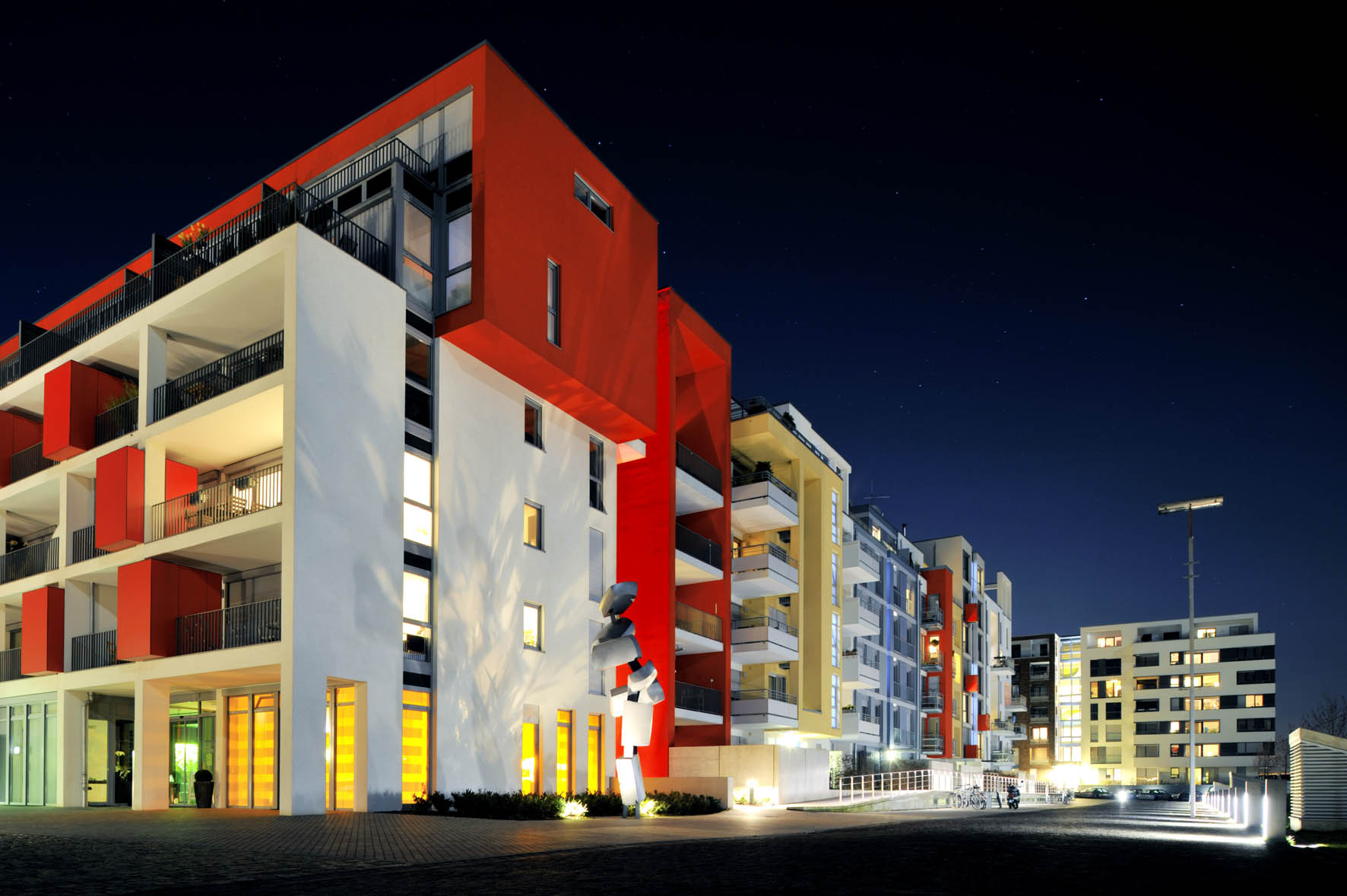
Quartis Les Halles bei Nacht

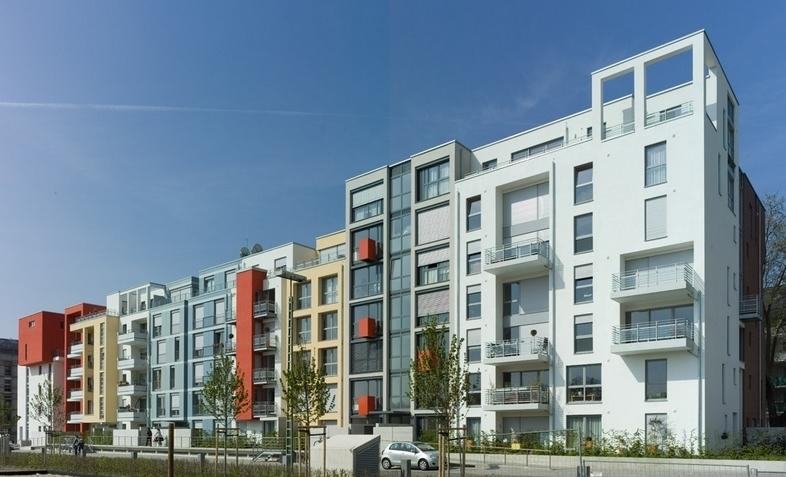
Quartis Les Halles bei Tag

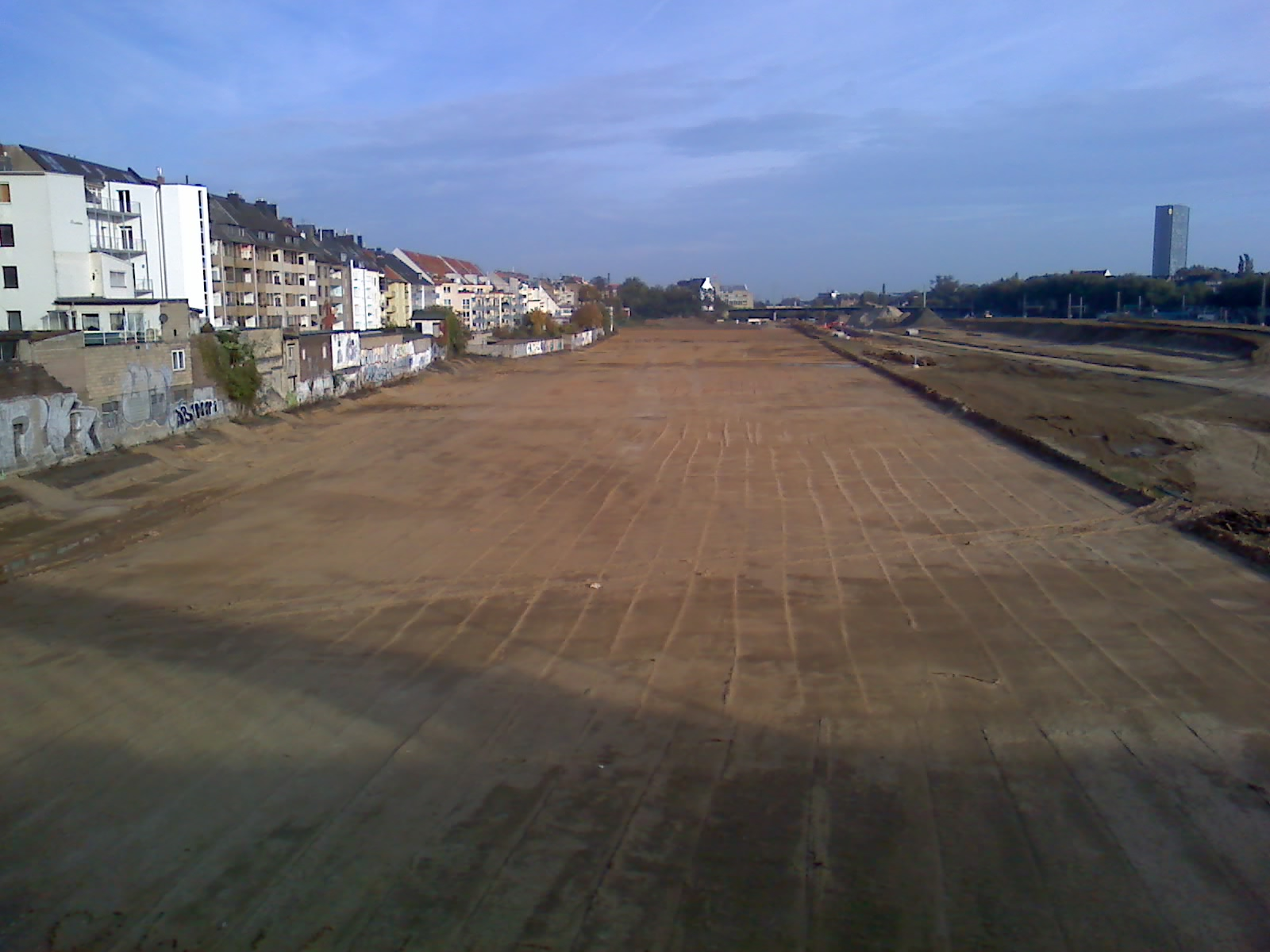
Baufeld für das Wohnprojekt le flair im Oktober 2009

Neue Stadtquartiere Derendorf nennt sich ein um die 2010er Jahre neu errichtetes Stadtviertel in den zentral gelegenen Düsseldorfer Stadtteilen Pempelfort und Derendorf. Das Gebiet der eingeebneten Gewerbebetriebe sowie Bahn- und Gleisanlagen, insbesondere des Güterbahnhof Düsseldorf-Derendorf wird im Zuge einer Reurbanisierung von Stadtplanern, Architekten, Projektentwicklern und Immobilieninvestoren sukzessive städtebaulich neu gestaltet und entwickelt. Das Projektgebiet umfasst insgesamt ca. 360.000 m² Bauland und ist in sechs Abschnitte (A bis F) eingeteilt. Von diesen 36 Hektar entfallen ca. ein Drittel, genau 11,7 Hektar, auf Straßenbau, jeweils ca. 22 Prozent (etwa acht Hektar) auf Wohnungsbau und Parkflächen und 16 Prozent (5,8 Hektar) auf Bürobauten und Gewerbe. Im Norden, in Höhe des Haltepunkts Düsseldorf-Derendorf, grenzt das Projektgebiet an das Gelände der ehemaligen Brauerei Schlösser und des ehemaligen Düsseldorfer Schlachthofes, wo ein neuer Campus der Fachhochschule Düsseldorf weitgehend entstanden ist.
Die Namen von Straßen, Wohnblöcken und Einrichtungen im nördlichen und mittleren Teil des Geländes sind der französischen Kultur entlehnt. So wird das Areal vom bisherigen Eigentümer Aurelis und der Stadtverwaltung als Le Quartier Central (zentrales Stadtviertel), die verkehrswichtigste Straße als Toulouser Allee bezeichnet. Der südlichste Teil ist mit dem so genannten New York Village bebaut, dessen Architektur sich an dem New Yorker Flatiron Building orientiert.

## Geschichte

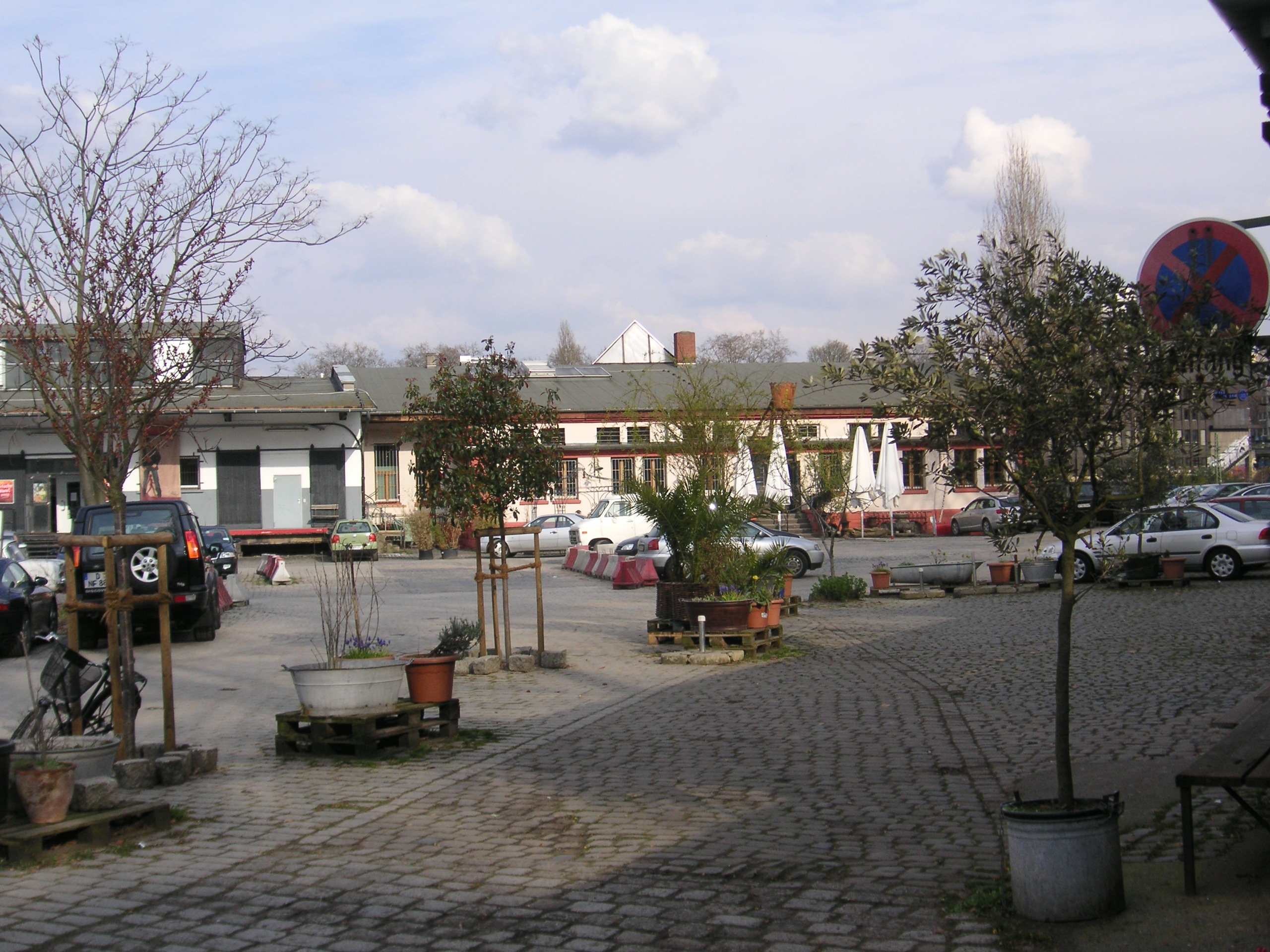
Blick auf den neuen Standort des Café Les Halles

Die Geschichte des Areals, auf dem die Neuen Stadtquartiere Derendorf entstehen, ist eng verknüpft mit dem Güterbahnhof Düsseldorf-Derendorf, der im südlichen Teil des Areals aus den Güterbahnhofshallen, Zoll- und Speditionsgebäuden bestand (Schirmerstraße/Schinkelstraße), sowie im nördlichen Teil aus den Gleisanlagen zum Zusammen- und Abstellen der Güterzüge. Zudem befindet sich im nördlichen Teil die S-Bahn-Station Düsseldorf-Derendorf.
Der eigentliche Güterbahnhof wurde ab 1990 sukzessive stillgelegt. Die Stellwerke sowie die Gleisanlagen wurden in den Jahren darauf nach und nach abgerissen oder entfernt. Große Teile des Areals lagen  jahrelang brach und wurden teilweise von Spaziergängern genutzt. Im Bereich der Gebäude des ehemaligen Güterbahnhofs entwickelte sich nach der endgültigen Stilllegung der bisherigen Nutzung durch die Deutsche Bahn, Speditionen sowie des Zolls in den Jahren ab 2001 eine neue Nutzungsmischung.
Sie begann im Januar 2001 mit der Eröffnung des Flohmarktes Les Halles in den alten Güterbahnhofshallen, der nach und nach durch ein Café, Club und Restaurant ergänzt wurde. Auch in den anderen Gebäuden begann eine Nutzung durch Fahrradgeschäfte, Weinhandel, Theater, Restaurants, Modegeschäfte, Möbelgeschäfte etc. Es herrscht u. a. auch bei Nutzern ein reger Wechsel.
Ab 2005 wurden weiter nach und nach die alten Gebäude, beginnend mit der Güterbahnhofshalle, abgerissen. Das Café Les Halles zog in ein anderes Gebäude (nahe Wehrhahn) auf dem Areal.

## Rahmen
Ein 1. Preis im Workshopverfahren im Jahr 2000  für den Städtebau und die Freianlagen des ehemaligen Bahngeländes in  Düsseldorf-Derendorf mit den Preisträgern Prof. Kees Christiaanse, ASTOC Architects and Planners, Gerber Architekten und Lützow 7 Müller Wehberg Landschaftsarchitekten für das Gesamtkonzept hat den weiteren „Rahmen“ vorgegeben. Der Rahmenplan für die Neuen Stadtquartiere Derendorf wurde nach zweijähriger Planungszeit fertiggestellt und in den Sitzungen der Bezirksvertretung am 13. September 2002 und des Ausschusses für Planung und Stadtentwicklung am 18. September 2002 bzw. 30. Oktober 2002 vorgestellt und diskutiert. Die Bürgerbeteiligung wurde Anfang des Jahres 2003 durchgeführt.
Das Rahmenplangebiet der Neuen Stadtquartiere Derendorf besteht aus 35 ha Fläche und ist damit eines der größten städtebaulichen Entwicklungsgebiete der Stadt Düsseldorf.

## Wohnprojekte
Alle bisherigen Wohnprojekte wurden von der Ratinger Firma Interboden durchgeführt, das aktuell im Bau befindliche Wohnprojekt le flair wird von Interboden in Kooperation mit Hochtief umgesetzt.
Südlich der Franklinbrücke ist weiterer Wohnungsbau geplant, dieser Bereich wird durch die Pandion AG realisiert.

### Quartis Les Halles
Im Frühjahr 2006 startete das erste Bauvorhaben zur Entwicklung der Neuen Stadtquartiere Derendorf mit dem Bau von Quartis Les Halles – mein kreatives Viertel durch das Ratinger Unternehmen Interboden. Der Abschnitt mit rund 7.000 m² entlang der Schinkelstraße 37–53 wurde mit insgesamt neun unterschiedlichen City-Häusern mit variablen Grundrissen und insgesamt rund 100 Wohneinheiten realisiert, geplant von den Architekten Reiner Götzen Creatives Planen GmbH, Prof. Ursula Ringleben und Mark Langenbahn Architekten, Prof. Niklaus Fritschi, Benedikt Stahl, Günter Baum, Jörg Toepel Architekt.
Eine Besonderheit ist bei diesem Objekt die Einrichtung eines „Service Points“ durch die Interboden Service Plus GmbH, der diverse Dienstleistungen für die Eigentümer und Mieter anbietet.
Quartis Les Halles schaffte es unter die letzten drei Projekte bei den MIPIM Awards 2009 in Cannes.

### Quartis Les Halles 2.0
Im nächsten Abschnitt, dem Quartis Les Halles 2.0, bestehend aus 129 Mietwohnungen (ein bis vier Zimmer), war das Haus Schinkelstraße 55 zum 1. Januar 2009 bezugsfertig. Die weiteren vier Häuser Schinkelstraße 57–63 waren zum 1. März 2009 und 1. April 2009 bezugsfertig.
Die Häuser des Quartis Les Halles 2.0 nutzen ebenfalls denselben „Service Point“ wie das Quartis Les Halles.
Eine Besonderheit ist die Versorgung der fünf Häuser mit Wärme durch eine Geothermieanlage, die durch die Nahwärme GmbH Düsseldorf betrieben wird, ein Tochterunternehmen der Stadtwerke Düsseldorf.

### ILE

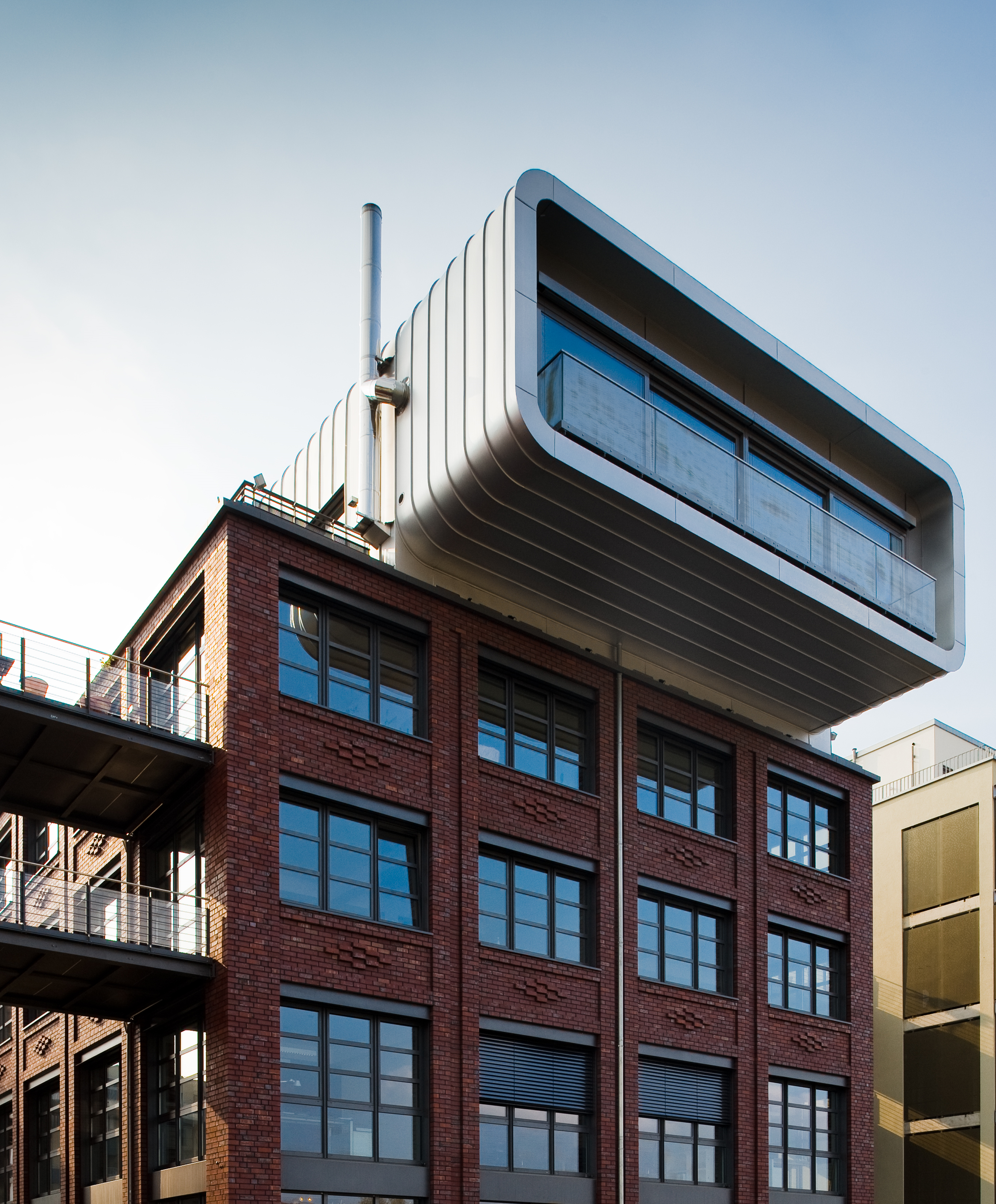
Das LoftHaus 29 in der Frontansicht

Das dritte Projekt mit dem Namen ILE, ebenfalls mit französischem Bezug, wurde mit 13 Cityhäusern an der Schinkelstraße 11–35 zum Oktober 2009 fertiggestellt. Es handelt sich um Miet- und Eigentumswohnungen. Dabei ist der Kerngedanke hinter dem Wohnprojekt und seiner Namensgebung, die einzelnen Gebäude als individuelle Insel zu gestalten. Dies spiegelt sich auch in dem inhomogenen und vielfältigen Fassadenbild wider. Differenzierte Fassaden mit Vor- und Rücksprüngen und unterschiedlichen Geschosshöhen bilden zusammen ein abwechslungsreiches Erscheinungsbild.
Die Architektur von ILE ist grundsätzlich modern, jedoch zum Teil von historischen Elementen durchbrochen. Das Fassadenbild weist eine Farbpalette vom klassischen Weiß, hellen Ocker- bis zu dominanten Rottönen auf – im Zusammenspiel mit Steinfassaden. Das LoftHaus 29 hebt sich am deutlichsten von der übrigen Gestaltung ab: Über dem viergeschossigen Backsteingebäude ist ein Gebäudeaufsatz angebracht, der durch seine metallische Verkleidung eine moderne und technische Anmutung aufweist. Er ragt über die Ostfassade in Richtung des Stadtgartens deutlich hervor. Die verklinkerte Fassade, horizontale Fensterformate und die massiven Brüstungen sind eine Hommage an die Fabrikbauten des 19. Jahrhunderts.
ILE gehört als drittes Projekt zu dem Gesamtensemble, bestehend aus Quartis Les Halles, Quartis Les Halles 2.0 und ILE, und wird ebenfalls von Interboden betreut.

### le flair

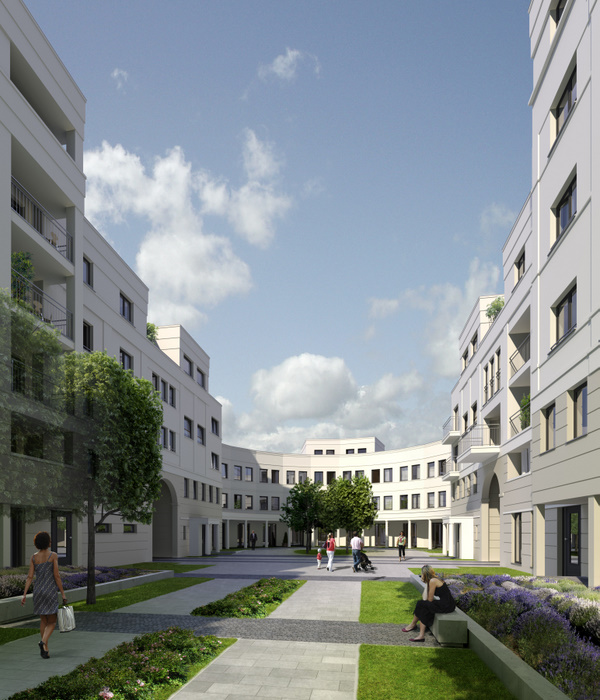
Hofartiger Stadtraum im Projektabschnitt le flair, Computergrafik des Projektentwicklers, 2009

Im Frühjahr 2010 startete das nächste Projekt für einen weiteren Abschnitt unter dem Namen le flair – das viertel voller leben im Rahmen eines Joint Venture von Hochtief Projektentwicklung und Interboden. Der Abschnitt liegt zwischen der Brücke Jülicher Straße und Franklinbrücke und somit parallel zur Tußmannstraße.
Nach Baubeginn wurde das Projekt in einem Zeitraum von fünf Jahren realisiert. Es entstanden insgesamt 39 Reihenhäuser und 39 Wohnhäuser mit 528 Wohnungen und 688 Tiefgaragenstellplätze. Im November 2011 gingen 230 Wohnungen und 32 Reihenhäuser ihrer Fertigstellung entgegen. Ein Stadtgarten, der das Gesamtkonzept abrunden soll, wurde ebenfalls angelegt. Weiterhin wird le flair nach Fertigstellung über einen Nahversorgungsbereich sowie eine Kindertagesstätte verfügen.
Für die im ersten Abschnitt (Baufeld 2 und 3, Baufeld 4, Baufeld 5) entstandenen Wohnungen wurde am 11. Juli 2011 Richtfest gefeiert. Die Fertigstellung der Baufelder erfolgte im Dezember 2011 (Baufeld 2 und 3), im Mai 2012 (Baufeld 4) und im November 2012 (Baufeld 5). Der Baubeginn für den zweiten Bauabschnitt (Baufelder 6 und 7) war im März 2012, die Fertigstellung war im September 2013. Am 1. Oktober 2012 hat das Joint Venture aus Interboden und Hochtief den Spatenstich für den dritten Bauabschnitt gesetzt. Auf dem Baufeld 8a/b entstanden bis zum Sommer 2014 sieben Townhouses und 72 Eigentumswohnungen.
Die Bauten werden in Anlehnung an das Vorbild der Straßenfronten der Rue de Rivoli (Paris) gebaut.

### New York Village

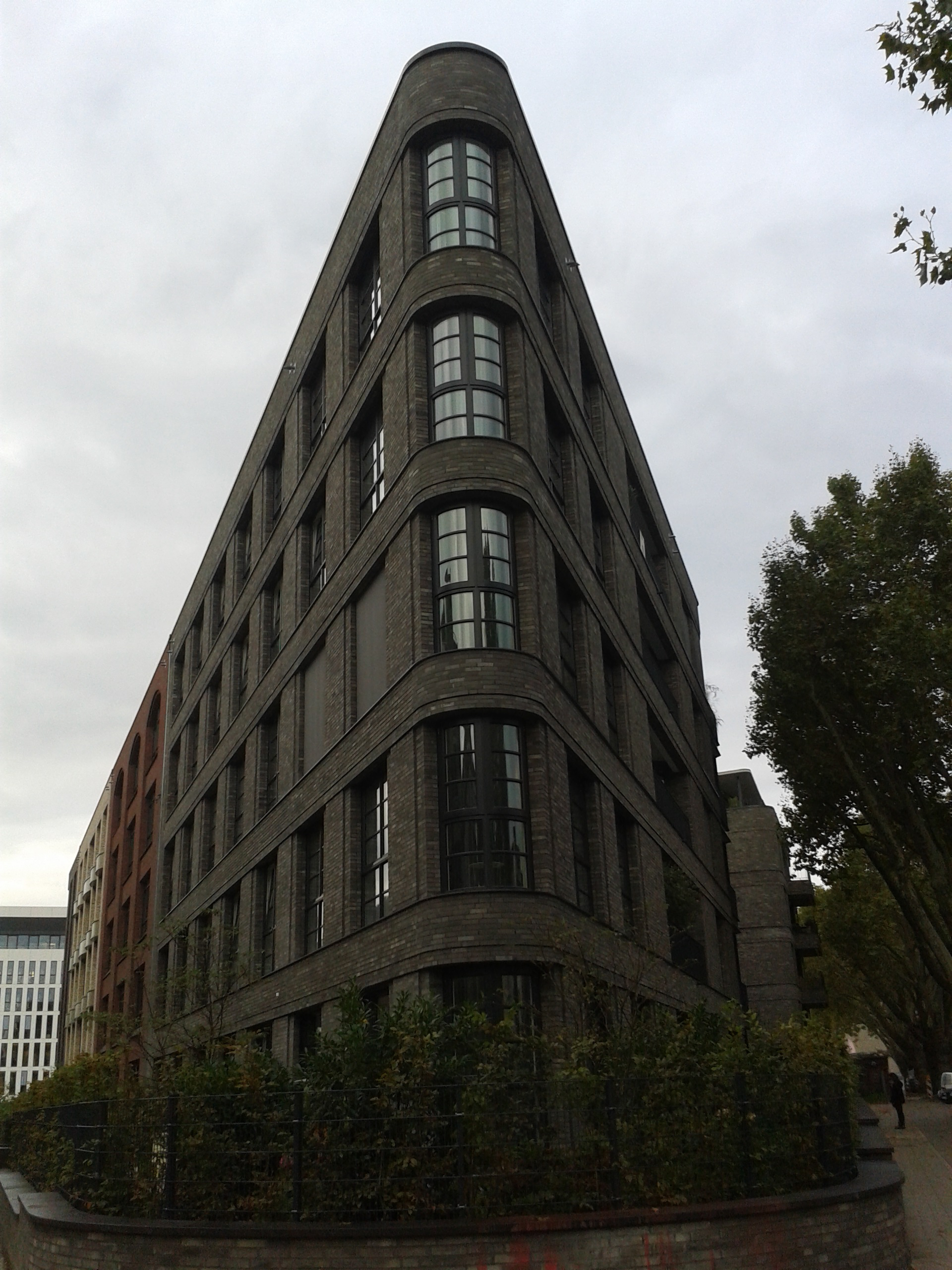
Das stilgebende Flatiron-Building im New York Village-Komplex

Der im Süden abschließende Abschnitt, das so genannte New York Village, wurde in den Jahren 2013 und 2014 bebaut. Aufgrund des zwischen Schirmerstraße und ILE-Komplex spitz zulaufenden Geländes wurde das westlichste von insgesamt fünf Gebäuden als Bügeleisengebäude errichtet. Um dieses Element aufzugreifen und fortzuführen, orientiert sich die Architektur des Gesamtkomplexes an der des Flatiron Building in New York City.

### Wohnhochhäuser
Im südlichen Teil des Gebiets zwischen Franklinbrücke und Schirmerstraße (Abschnitt B), wo Büroflächen entstehen sollten, werden zwei Wohnhochhäuser mit 200 Wohnungen sowie weitere 100 Wohnungen in Geschosswohnungsbau geplant.

## Sonstige Projekte

### Bürobauten
Zusätzlich zu den 1300 neuen Wohnungen mit 139.000 m² Wohnfläche waren im südlichen Teil ursprünglich Büroriegel mit einer Bruttogeschossfläche von 311.000 m² geplant. Hier entstehen nun jedoch auf zwei der Baufelder (mit Option auf ein drittes Baufeld) Wohnungen durch die Pandion AG. Auch Büroimmobilien sind von der Pandion AG noch vorgesehen, jedoch in kleinerem Maßstab als ursprünglich für diesen Bereich beabsichtigt. Ein weiteres Baufeld, südlich der Baufelder von Pandion, ist im Januar 2011 an Hochtief veräußert worden, hier werden[veraltet] Büros entstehen.

### DreiEins
An der Südseite von le flair, also direkt an der Franklinbrücke, wird ein Bürogebäude mit 6.500 m² Bruttogeschossfläche errichtet. Dieses Gebäude wird einen Zugang von der Franklinbrücke haben und über eine Freitreppe in das Gelände der Neue Stadtquartiere Derendorf führen. Der Baustart für das Gebäude war im September 2013.[veraltet]

### Bürogebäude Louis-Pasteur-Platz 3/Toulouser Allee 1–3
Die Hochtief Projektentwicklung baute zwischen 2011 und 2012 das erste Bürogebäude La Cour im Le Quartier Central. Das Gebäude befindet sich im südlichen Teil direkt an der Toulouser Allee und neben dem heutigen Café Les Halles.
Das Gebäude umfasst 21.000 m² Bruttogeschossfläche und wird heute von verschiedenen Medienagenturen (wie die Publicis Media, Saatchi & Saatchi und ZenithOptimedia) genutzt.

### Gebäude/Campus FOM Hochschule
Im Mai 2012 teilte Aurelis mit, dass im Bereich nördlich der Jülicher Straße, d. h. parallel zur Yorckstraße die FOM Hochschule einen neuen Campus auf ca. 8000 m² in Düsseldorf errichten möchte. 2014 wurde mit dem Bauherrn BildungsCentrum der Wirtschaft gemeinnuetzige GmbH der Campusneubau der Architekten J.Mayer.H fertiggestellt, 2017 folgten die Freianlagen vom Landschaftsarchitekturbüro Lützow 7 Müller Wehberg aus Berlin.

### Erschließungsmaßnahmen und Freianlagen

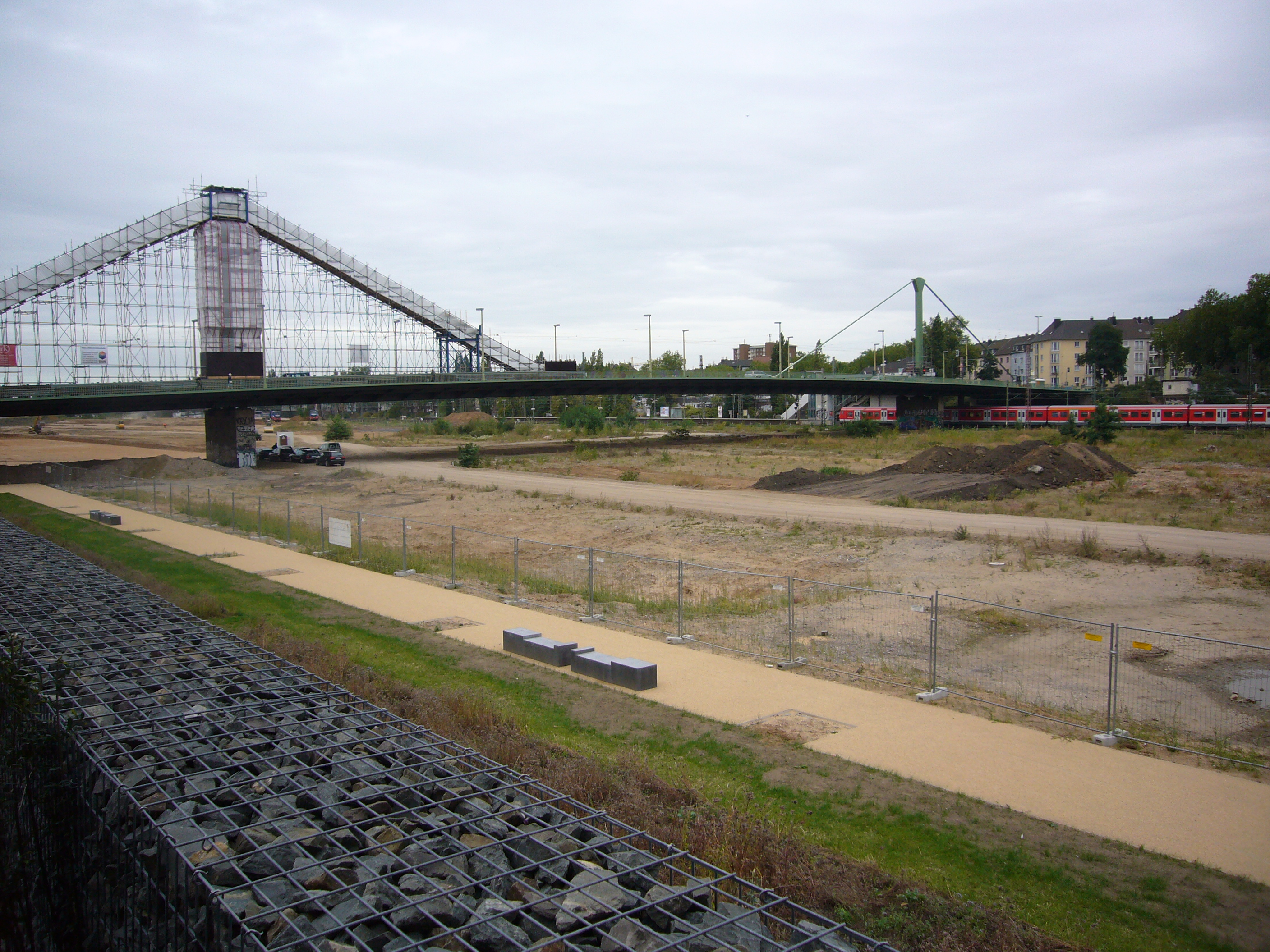
Entlastungsstraße im Bau 2009

Mit Spatenstich zum 20. August 2009 haben die Erschließungsmaßnahmen sowie der Bau der Entlastungsstraße Derendorf begonnen.
Es erfolgt die Anlage der beiden Stadtgärten mit insgesamt rund 8 ha Grün- und Freiflächen sowie die Anlage beider Achsen der künftigen Stadtgartenallee nach den Plänen für das Gesamtensemble der Lützow 7 Müller Wehberg Landschaftsarchitekten. Es wurde auch eine Offenlegung und Renaturierung der Düssel im Bereich der Yorkstraße im Norden des Geländes vorgenommen. Parallel zur Bahnstrecke ist die Errichtung einer Lärmschutzwand zwischen Wehrhahn und S-Bahnhof Zoo sowie der Bau eines Lärmschutzwalls zwischen Franklinstraße und Jülicher Straße errichtet worden. Die Erdmodellierung überbrückt hier einen Höhenunterschied von bis zu 7 Metern. Die Entlastungsstraße wird entlang der Bahngleise zwischen Adlerstraße im Süden und Münsterstraße im Norden gebaut. Dazu sind Spindeln für Rad- und Fußwege, die das neue Stadtviertel mit Franklinbrücke und Jülicher Straße verbinden, vorgesehen.
Schlussendlich ist der Bau der Kanalisation für das gesamte Areal einschließlich des Baus eines Pumpwerks vorgesehen.
Weiterhin werden die Stadtwerke Düsseldorf ein neues Umspannwerk zur Ablösung von Umspannwerken u. a. auf der Ahnfeldstraße errichten.
Der Zeitplan sieht einen Abschluss der gesamten Erschließungsmaßnahmen für Mitte 2013 vor. Im Oktober 2010 wurde die Anliegerstraße als Baustraße mit Kanalisation hergestellt und mit der Bepflanzung des Stadtgartens begonnen. Die Entlastungsstraße samt Kanalisation, die Lärmschutz- und Rampenbauwerke und die Offenlegung der Düssel mit Brückenbauwerk wurden im März 2011 fertiggestellt. Die Anlage des Stadtgartens nördlich der Franklinstraße wurde im August 2011 abgeschlossen. Die Fertigstellung einer (nur für den Fußverkehr vorgesehenen) Spindel an der Franklinbrücke erfolgte bis Dezember 2011. Eine gesonderte Verbindung des Radverkehrs mit der auf der Jülicher Brücke verlaufenden Jülicher Straße ist gar nicht erst vorgesehen; dieser muss die Rampen der weitgehend ohne eigene Radverkehrsanlagen gebauten Toulouser Allee mitbenutzen. Als Schlussstein wurde 2018 der Louis-Pasteur-Platz fertiggestellt.
Weiterhin wurden die zukünftigen Straßennamen durch den Rat der Stadt beschlossen:
- Entlastungsstraße: Toulouser Allee (Toulouse – Stadt in Südfrankreich)
- Stadtgartenallee und Anliegerstraße: Marc-Chagall-Straße (Marc Chagall – französischer Maler)
- Stadtgarten B: Berty-Albrecht-Park (Berty Albrecht – französische Widerstandskämpferin)
- Stadtgarten C: Maurice-Ravel-Park (Joseph-Maurice Ravel – französischer Komponist)
- Südlicher Auftaktplatz: Louis-Pasteur-Platz (Louis Pasteur – französischer Wissenschaftler)

Die Entlastungsstraße, Toulouser Allee, ist am 12. Dezember 2011 für den Verkehr freigegeben worden.

### MahnmalOrt des Gedenkens
Am 22. April 2012 wurde südlich der Jülicher Brücke durch Oberbürgermeister Dirk Elbers ein Mahnmal in Erinnerung an die Deportationen aus dem Regierungsbezirk Düsseldorf in den Jahren 1941–1945 eingeweiht. Dieser „Ort des Gedenkens“ erinnert an die über 6.000 niederrheinischen Juden, die über den ehemaligen Güterbahnhof Düsseldorf-Derendorf in nationalsozialistische Ghettos und Lager verschleppt wurden. In den Boden eingelassene Eisenbahnschwellen, Schienenstränge und eine rund 40 Meter lange Stahlwand, die die Namen der Zielorte Litzmannstadt, Minsk, Riga, Theresienstadt, Izbica und Auschwitz trägt, sowie eine Informationsstele bilden am historisch-authentischen Ort ein Ensemble des Gedenkens. Das Mahnmal wird in den Abend- und Nachtstunden beleuchtet. Im weiter südlich gelegenen Bereich an der Schinkelstraße steht eine weitere Informationsstele. Das Projekt wurde von Lützow 7 Landschaftsarchitekten entworfen und durch die Mahn- und Gedenkstätte Düsseldorf realisiert.

## Kritik
Im Zusammenhang mit der steigenden Wohnungsknappheit in Düsseldorf wird kritisiert, dass sich die Wohnprojekte ausschließlich im hochpreisigen Segment bewegen und so zur Gentrifizierung der angrenzenden Quartiere beitragen könnten.
Kritisiert wurde und wird auch, dass die das Viertel erschließende Toulouser Allee weitgehend ohne Radverkehrsanlagen geplant wurde (siehe dazu Toulouser Allee#Radverkehrsführung). Obgleich das Radverkehrskonzept der Stadt Düsseldorf auf der Achse Derendorf-Wehrhahn inzwischen eine Hauptverbindung für den Radverkehr vorsieht, sind die Anlagen bislang nicht angepasst worden. Durch die Lage auf dem Niveau der Bahngleise im Vergleich zur höher verlaufenden Kante der umliegenden Bebauung und den planerischen Verzicht zum Anschluss der vorhanden (benutzungspflichtigen) Radverkehrsanlagen an die Jülicher Brücke und Franklinbrücke ist es für den Radverkehr im Vergleich zum Kfz-Verkehr sehr aufwändig, das neue Stadtquartier in Ost- oder Westrichtung zu verlassen. Wegen der geringen Auslastung der Toulouser Allee wird inzwischen gefordert, dort jeweils eine Fahrspur für den Radverkehr umzuwidmen.

## Bebauungsplanentwurf und Gutachten
- Begründung des Bebauungsplanentwurfs Neue Stadtquartiere Derendorf
- Lufthygienisches Gutachten zum Bebauungsplanentwurf Neue Stadtquartiere Derendorf (PDF; 3,3 MB)
- Schalltechnische Untersuchung zum Bebauungsplanentwurf Neue Stadtquartiere Derendorf (PDF; 15,1 MB)